# Anna Kateřina Frankopanová
Hraběnka Anna Kateřina Frankopanová, provdaná Zrinská (chorvatsky Anna Katarina Zrinska, Bosiljevo, 1625 – 1673, Štýrský Hradec) byla chorvatská šlechtična z rodu Frankopanů a významná básnířka.

## Život
Narodila se jako dcera generála Vlka Kryštofa Frankopana.
Dostalo se jí vynikajícího vzdělání, hovořila německy, maďarsky, italsky a latinsky. V její erudici jí podporoval otec a později také její manžel. Později se stala významnou básnířkou a napsala mimo jiné breviář Putni tovaruš, vydaný v roce 1661 v Benátské republice. Také její bratr František Kryštof Frankopan byl spisovatel a básník a významný politik. Za svou aktivní účast na protihabsburském spiknutí byl 30. dubna 1671 ve Vídeňském Novém Městě popraven popraven stětím.
Provdala se za Petara Zrinského z rodu Zrinských. Manželé měli čtyři děti - 3 dcery a syna: Helena Zrínská (1643–1703, manželka sedmihradského knížete Františka I. Rákocziho), Judita Petronela (1652–1699), Jan Antonín (1654–1703) a Aurora Veronika (1658–1735).
Anna Kateřina Frankopanová zemřela v klášteře ve Štýrském Hradci na konci magnátského spiknutí.

## Odkaz
Její dílo bylo znovuobjeveno v 60. letech 19. století, kdy se chorvatský politik Ante Starčević pokusil obnovit odkaz obou šlechtických rodů Frankopanů a Zrinských.
Na počátku 20. století jméno Anny Kateřiny Zrinské používalo také mnoho ženských institucí a v roce 1999 chorvatská národní banka vyrazila pamětní minci s jejím vyobrazením společně se spisovatelky dětské literatury Ivany Brlić-Mažuranićové a malířky Slavy Raškajové.